# Huldenberg
Huldenberg es un municipio belga perteneciente a la provincia de Brabante Flamenco, en el arrondissement de Lovaina.
A 1 de enero de 2018 tiene 9892 habitantes. Comprende los deelgemeentes de Huldenberg, Loonbeek, Neerijse, Ottenburg y Sint-Agatha-Rode. Su término municipal tiene una superficie de 39,64 km².
Se sitúa sobre la carretera N253 que une Waterloo con Lovaina, unos 5 km al noreste de Overijse. Es limítrofe con la Región Valona, estando cerca de la ciudad valona de Wavre.
Durante la Segunda Guerra Mundial, Mary Churchill, hija del entonces primer ministro británico, estuvo aquí durante tres meses en 1944 como parte de la defensa antiaérea 481 y en sus crónicas realizó descripciones del lugar que lo han hecho muy conocido.

## Subdivisiones
Comprende los siguientes deelgemeentes:
| #   | Nombre           | Superficie (km²) | Población (01/01/2006) |
| --- | ---------------- | ---------------- | ---------------------- |
| I   | Huldenberg       | 10,83            | 2815                   |
| II  | Loonbeek         | 4,56             | 1048                   |
| III | Neerijse         | 10,44            | 1742                   |
| IV  | Ottenburg        | 6,54             | 1993                   |
| V   | Sint-Agatha-Rode |                  |                        |

## Demografía

### Evolución
Todos los datos históricos relativos al actual municipio, el siguiente gráfico refleja su evolución demográfica, incluyendo municipios después de efectuada la fusión el 1 de enero de 1977.
| Gráfica de evolución demográfica de Huldenberg entre 1846 y 2020 |
|                                                                  |